# دنیس بلک
دنیس بلک (انگلیسی: Denise Black) یک هنرپیشه اهل بریتانیا است.
از فیلم‌ها و برنامه‌های تلویزیونی که وی در آن نقش داشته‌است می‌توان به خیابان کورونیشن و بانوی بهشت اشاره کرد.